# Hunter of Stars
«Hunter of Stars» (Охотник звёзд) — песня в исполнении швейцарского певца Sebalter, с которой он представил Швейцарию на конкурсе песни «Евровидение-2014». Автором песни является Себастьяно Паулесси.
Песня была выбрана 1 февраля 2014 года на национальном отборе Швейцарии на «Евровидение», что позволило Себалтеру представить свою страну на международном конкурсе песни «Евровидение-2014», который прошёл в Копенгагене, Дания.

## Список композиций
| №  | Название          | Длительность |
| -- | ----------------- | ------------ |
| 1. | «Hunter of Stars» | 2:59         |

## Позиции в чартах
| Чарт (2014)                     | Наивысшая позиция |
| ------------------------------- | ----------------- |
| Швейцария (Schweizer Hitparade) | 37                |

## Хронология релиза
| Страна    | Дата                | Формат           |
| --------- | ------------------- | ---------------- |
| Швейцария | 2 декабря 2013 года | Digital download |